# Ex oratorio di Santa Maria Maddalena
L'ex oratorio di Santa Maria Maddalena è stato un luogo di culto cattolico situato nella frazione di Orco nel comune di Orco Feglino, in provincia di Savona. Ubicato dietro la chiesa parrocchiale di San Lorenzo, viene talvolta erroneamente indicato come oratorio di Nostra Signora delle Grazie, confondendo l'intitolazione con quella originaria della attuale parrocchiale adiacente, ora dedicata a san Lorenzo. 

## Storia e descrizione

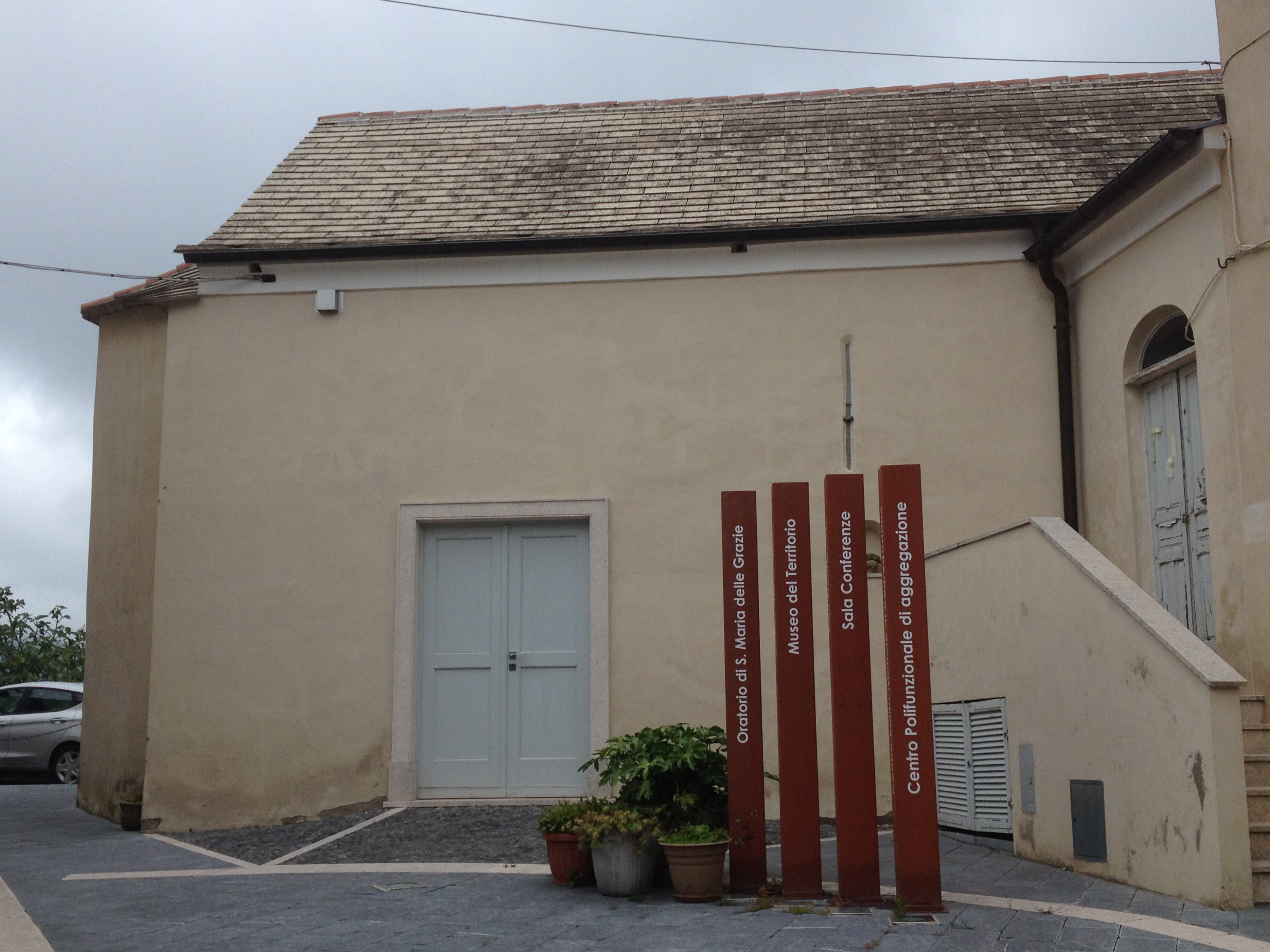
Ingresso laterale

L'edificio fu probabilmente costruito negli stessi anni in cui fu iniziata la costruzione dell'adiacente chiesa di San Lorenzo, che avrebbe assunto ben presto il ruolo di nuova parrocchiale di Orco. La prima citazione di questo oratorio risale ad un documento del 1636.
L'oratorio fu sede dell'omonima confraternita, ancora oggi (2018) esistente, che aveva originariamente il proprio oratorio, di cui rimangono ruderi (anche se l'identificazione non è sicura), in località Castello, vicino alla vecchia chiesa parrocchiale di San Lorenzino. Con l'ampliamento della attuale parrocchiale, avvenuto a partire dal 1726, la facciata dell'oratorio fu in parte inglobata nell'abside della chiesa.
Cadde in disuso con la costruzione del nuovo oratorio prospiciente la facciata della chiesa e fu alienato, in stato di grave degrado, nel 1850 per adibirlo a sede del municipio di Orco. In seguito fu destinato all'uso di frantoio fino alla metà del XX secolo e successivamente a magazzino. Infine, ristrutturato, è dal 2008 sede del museo del Territorio e ospita iniziative culturali.
All'esterno si presenta con una semplice facciata con portone e finestrone centrale mistilineo. L'interno è a navata unica con volta a botte a tutto sesto e abside. Non conserva alcun tipo di arredo o dipinto. Una lapide posta esternamente nel 1919, dedicata ai caduti della prima guerra mondiale, ricorda il periodo di uso dell'edificio come municipio.